# Batken
Batken (in kirghiso Баткен?), altresì chiamata Batkent, è una città del Kirghizistan, capoluogo della regione e del distretto omonimi.
Il toponimo Batken deriva dall'antico linguaggio sogdiano e significa "città del vento".